# NS0
NS0是一種源自非分泌型小鼠骨髓瘤（nonsecreting murine myeloma）的細胞系，目前應用於生物醫學研究和治療型蛋白質的商業生產。NS0是一種膽固醇依賴性的細胞系，由NSI/1的一個亞系產生，而該亞系僅產生輕鏈而不會產生重鏈。

## 歷史
在BALB/c小鼠體內分離出會分泌IgG1的MOPC21腫瘤後，從該腫瘤中分離出P3K細胞，並且發展成289-16細胞和P3-X63細胞。289-16細胞僅分泌輕鏈而不會分泌重鏈，並且被重命名為NSI/1。從該細胞系中分離出克隆，並鑑定出其為新的非分泌型細胞系，命名其為NS0/1。

## 用途
作為骨髓瘤細胞的NS0細胞是具有天然抗體的懸浮細胞，並且擁有淋巴母細胞形態。基因擴增通常使用經GS轉染的NS0細胞進行選擇，以產生細胞系。GS-NS0是一種異源哺乳動物表達系統，可以表達重組蛋白。使用NS0細胞可以產生達利珠單抗和依庫珠單抗等具治療作用的抗體產品。

## 外部連結
- Cellosaurus entry for NS0（页面存档备份，存于）